# Важка атлетика на літніх Олімпійських іграх 2016 — до 53 кг (жінки)
Змагання з важкої атлетики в категорії до 53 кг  серед жінок на літніх Олімпійських іграх 2016 у Ріо-де-Жанейро відбулися 7 серпня в Павільйоні № 2 Ріосентро.

## Розклад змагань
Час місцевий (UTC−3)
| Дата          | Час   | Етап    |
| ------------- | ----- | ------- |
| 7 серпня 2016 | 12:30 | Група B |
| 7 серпня 2016 | 15:30 | Група A |

## Призери
| Золото           | Срібло             | Бронза          |
| Сюй Шуцзін (TPE) | Хіділін Діас (PHI) | Юн Чін Хі (KOR) |

## Рекорди
Станом на 7 серпня 2016 світовий і олімпійський рекорди були такими:
| Світовий рекорд     | Ривок         | Лі Пін (CHN)                          | 103 кг | Гуанчжоу, Китай        | 14 листопада 2010 |
| Світовий рекорд     | Поштовх       | Сюй Шуцзін (TPE)                      | 132 кг | Інчхон, Південна Корея | 21 вересня 2014   |
| Світовий рекорд     | Загальна сума | Сюй Шуцзін (TPE)                      | 233 кг | Інчхон, Південна Корея | 21 вересня 2014   |
| Олімпійський рекорд | Ривок         | Ян Ся (CHN)                           | 100 кг | Сідней, Австралія      | 18 вересня 2000   |
| Олімпійський рекорд | Поштовх       | Прапаваді Джароенраттанатаракун (THA) | 126 кг | Пекін, Китай           | 10 серпня 2008    |
| Олімпійський рекорд | Загальна сума | Ян Ся (CHN)                           | 225 кг | Сідней, Австралія      | 18 вересня 2000   |

## Результати
| Місце | Спортсмен                            | Група | Вага  | Ривок (кг) | Ривок (кг) | Ривок (кг) | Ривок (кг) | Поштовх (кг) | Поштовх (кг) | Поштовх (кг) | Поштовх (кг) | Загальна сума |
| Місце | Спортсмен                            | Група | Вага  | 1          | 2          | 3          | Результат  | 1            | 2            | 3            | Результат    | Загальна сума |
| ----- | ------------------------------------ | ----- | ----- | ---------- | ---------- | ---------- | ---------- | ------------ | ------------ | ------------ | ------------ | ------------- |
| 1     | Сюй Шуцзін (TPE)                     | A     | 52.60 | 92         | 96         | 100        | 100        | 112          | 126          | —            | 112          | 212           |
| 2     | Хіділін Діас (PHI)                   | A     | 52.61 | 88         | 88         | 91         | 88         | 111          | 112          | 117          | 112          | 200           |
| 3     | Юн Чін Хі (KOR)                      | A     | 52.59 | 88         | 90         | 90         | 88         | 110          | 110          | 111          | 111          | 199           |
| 4     | Ребека Коха (LAT)                    | A     | 52.11 | 87         | 87         | 90         | 90         | 103          | 107          | 110          | 107          | 197           |
| 5     | Розана Сантос (BRA)                  | A     | 52.57 | 85         | 90         | 90         | 90         | 103          | 107          | 108          | 103          | 193           |
| 6     | Канае Яґі (JPN)                      | B     | 52.39 | 81         | 81         | 81         | 81         | 101          | 101          | 105          | 105          | 186           |
| 7     | Деві Сафітрі (INA)                   | A     | 52.78 | 80         | 80         | 80         | 80         | 105          | 105          | 108          | 105          | 185           |
| 8     | Евангелія Велі (ALB)                 | B     | 51.58 | 68         | 72         | 75         | 75         | 88           | 90           | 96           | 90           | 165           |
| 9     | Лелі Бурхос (PUR)                    | B     | 49.53 | 67         | 70         | 72         | 72         | 85           | 88           | 90           | 90           | 162           |
| 10    | Скарлет Елізабет Меркадо Лопес (NCA) | B     | 52.85 | 62         | 66         | 68         | 66         | 83           | 86           | 89           | 89           | 155           |
| 11    | Фіорелла Франческа Куева Урібе (PER) | B     | 48.32 | 62         | 65         | 67         | 65         | 85           | 88           | 90           | 88           | 153           |
| 12    | Софія Ріто (URU)                     | B     | 51.74 | 64         | 64         | 67         | 64         | 82           | 82           | 88           | 82           | 146           |
| -     | Лі Яджун (CHN)                       | A     | 52.50 | 98         | 101        | 104        | 101 OR     | 123          | 126          | 126          | —            | DNF           |

## Нові рекорди
| Ривок | 101 кг | Лі Яджун (CHN) | OR |